# Дзвіниця Михайлівського Золотоверхого монастиря
Дзвіни́ця Миха́йлівського Золотове́рхого монастиря́ — пам'ятка архітектури в стилі українського бароко, дзвіниця Михайлівського Золотоверхого монастиря у Києві. Є одним з найважливіших елементів ансамблю монастиря й архітектурного образу Верхнього міста в цілому.
Триярусна дзвіниця збудована у 1716—1720 (за іншими даними, 1719) роках за ігумена Варлаама (Ліницького), імовірно, під керівництвом майстра Івана Матвієвича. До XX століття вона зазнала лише незначних перебудов, які майже не вплинули на її вигляд. Була розібрана у 1934—1936 роках задля спорудження на місці Михайлівського монастиря нового Урядового центру.
Після розібрання від дзвіниці залишилася частина південної стіни першого ярусу. Споруда була відновлена у первісних формах та вигляді у 1998 році, із включенням до неї збереженої частини. На першому ярусі відновленої дзвіниці відкритий музей історії монастиря.
Дзвіниця має загальну висоту 48,28 метрів.

## Архітектура

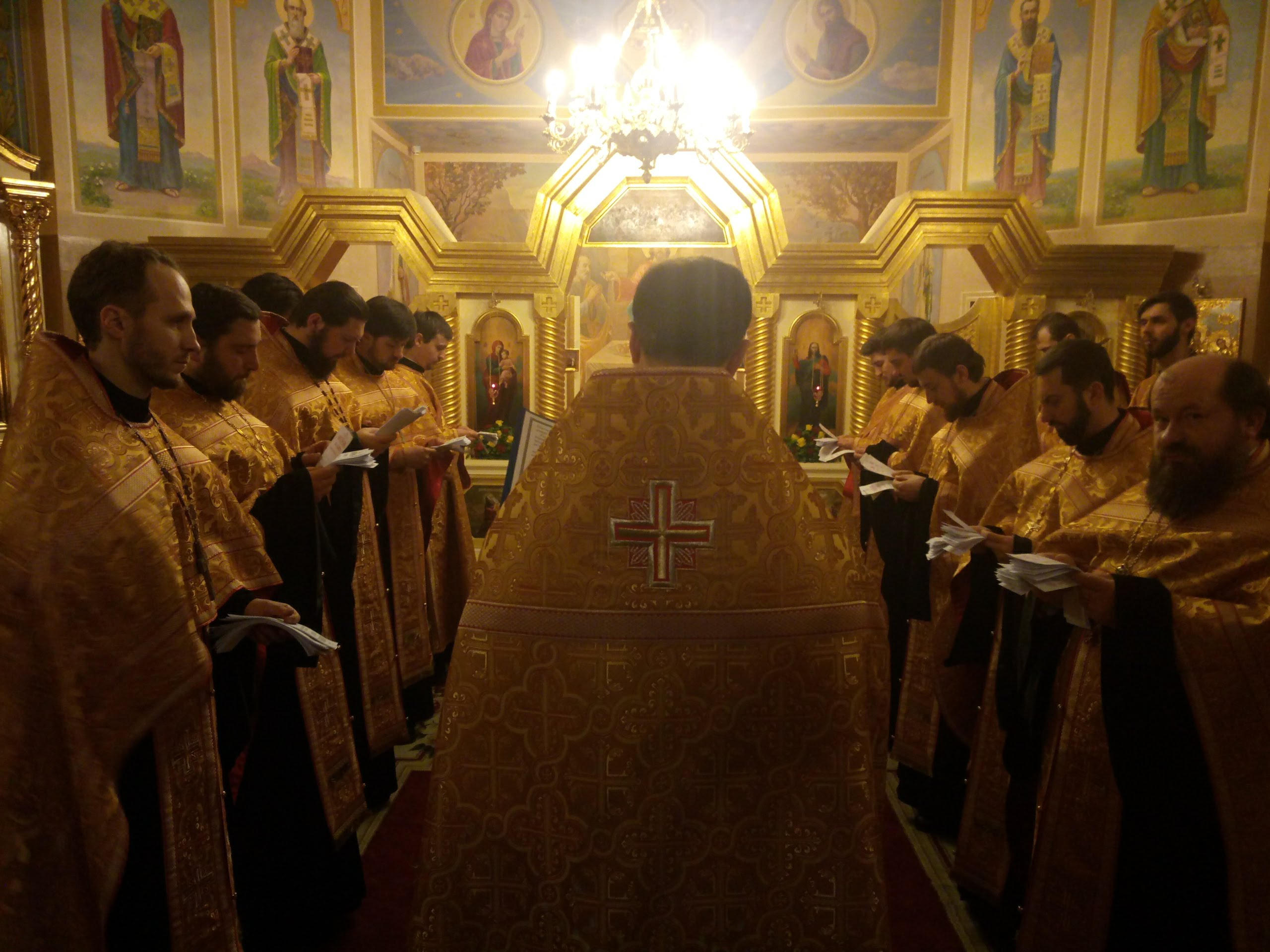
Церква трьох святителів. Монахи моляться за здоров'я людей

Будівля дзвіниці складається з трьох ярусів. Нижній ярус прямокутний і видовжений по осі північ — південь, набагато ширший за верхні, що є її характерною особивістю. У його середній частині розташований склепінчастий проїзд із брамою. Окрім нього, у нижньому ярусі спершу були облаштовані братські келії, згодом тут була іконно-книжкова крамниця, яка діяла до 1919 року. Після відновлення дзвіниці обабіч проїзду розташувалися церковна крамниця, вестибюль Музею історії Михайлівського Золотоверхого монастиря, сходи та інші приміщення. У крамниці відкрита для перегляду оригінальна стіна дзвіниці XVIII століття.
Загалом нижній ярус дзвіниці має 3 поверхи. На другому з них міститься надбрамна Василівська Трьохсвятительська церква Пам’яті жертв голодомору і репресій, яка отримала свою назву на честь зруйнованої Василівської Трьохсвятительської церкви та репресованих у часи комуністичного режиму. На третьому поверсі з червня 1998 року розташовано частину залів музею історії монастиря. Приміщення для церкви та музею вдалося отримати завдяки застосуванню нових технологій, які дозволили зменшити товщину стін у споруді з 3,0—4,0 м у первісному варіанті до 0,51—0,77 м у відновленому.

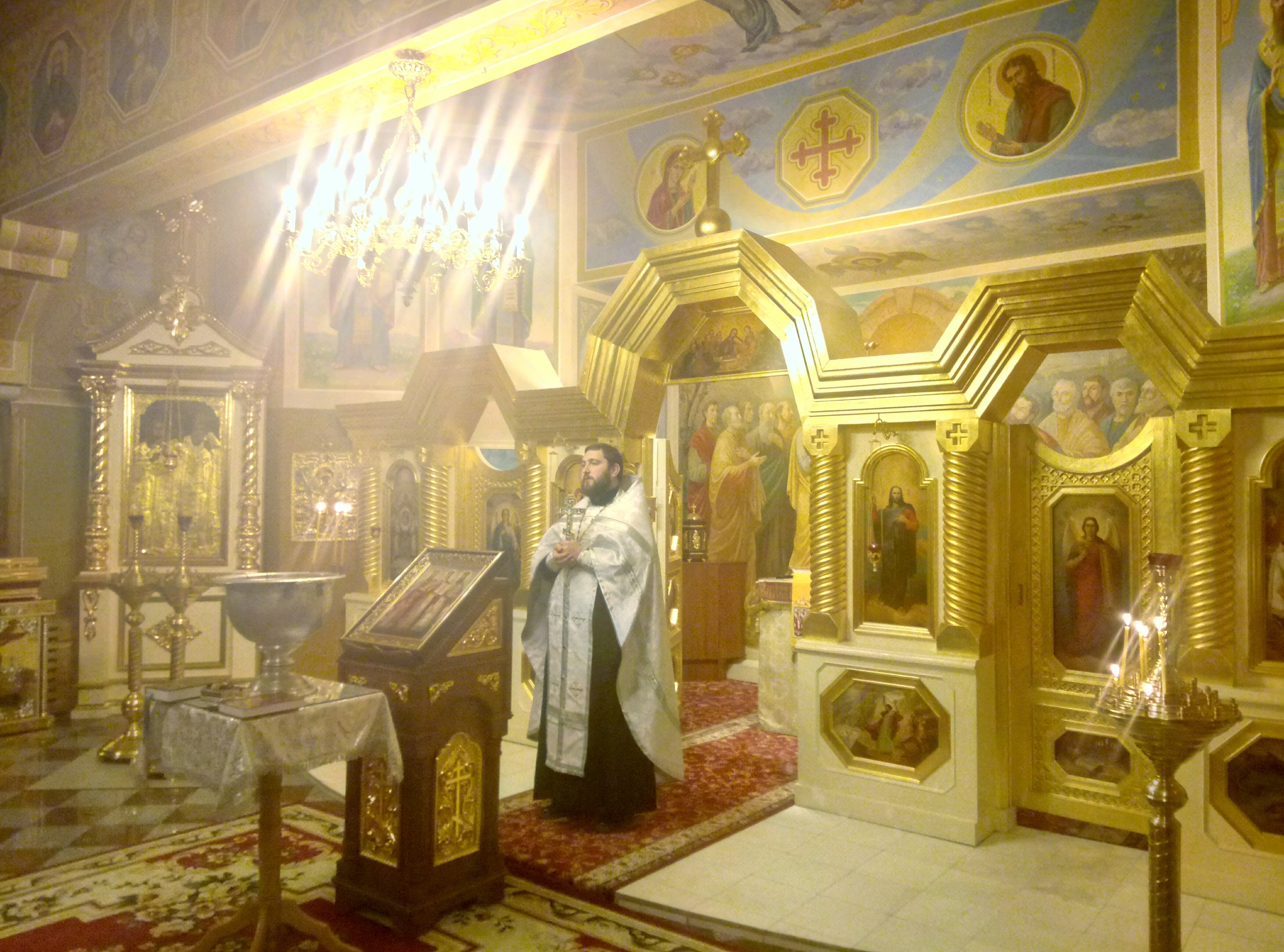
Ієромонах Єфрем в церкві Трьох святителів на дзвіниці

Другий ярус має кубічну форму з чотирма арковими отворами, та значно вужчий за перший. Він призначався для дзвонів, нині тут розташований набір дзвонів карильйона, який керується комп'ютерним пультом та пов'язаний електронно-механічною системою з комп'ютерним годинником на третьому ярусі. На другому ярусі облаштований оглядовий майданчик, звідки відкривається краєвид на Старе місто та лівобережжя Дніпра.

На третьому ярусі, який вужчий і нижчий за другий та має невеликі чотирипелюсткові віконця, початково працював годинник-куранти без стрілок, проте його механізм зіпсувався вже в середині XIX століття. Після відновлення дзвіниці тут було встановлено пов'язаний з карильйоном електронний годинник. Третій ярус увінчується вкритою позолотою бароковою банею, яка має ліхтарик, маківку та хрест.

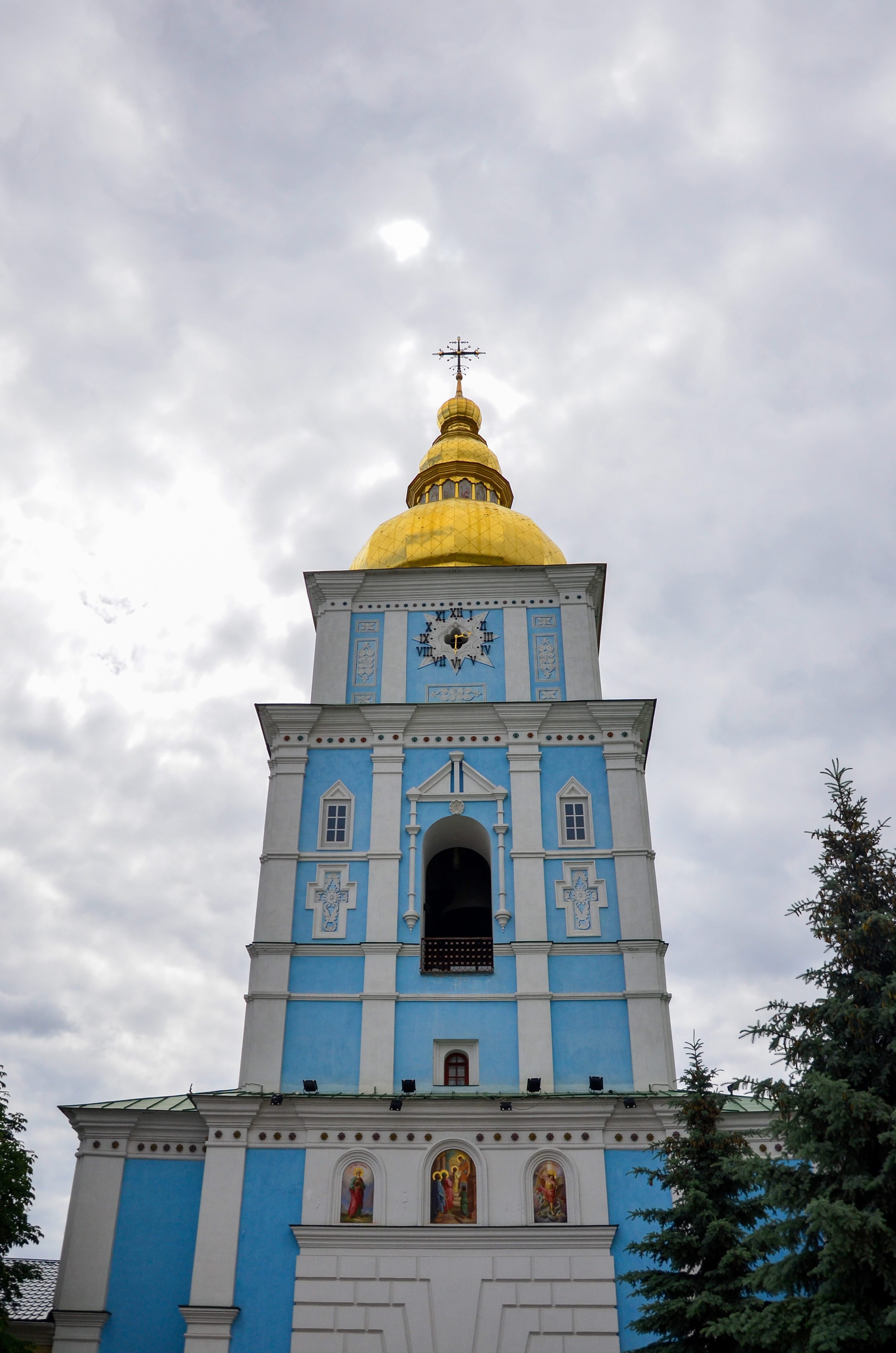
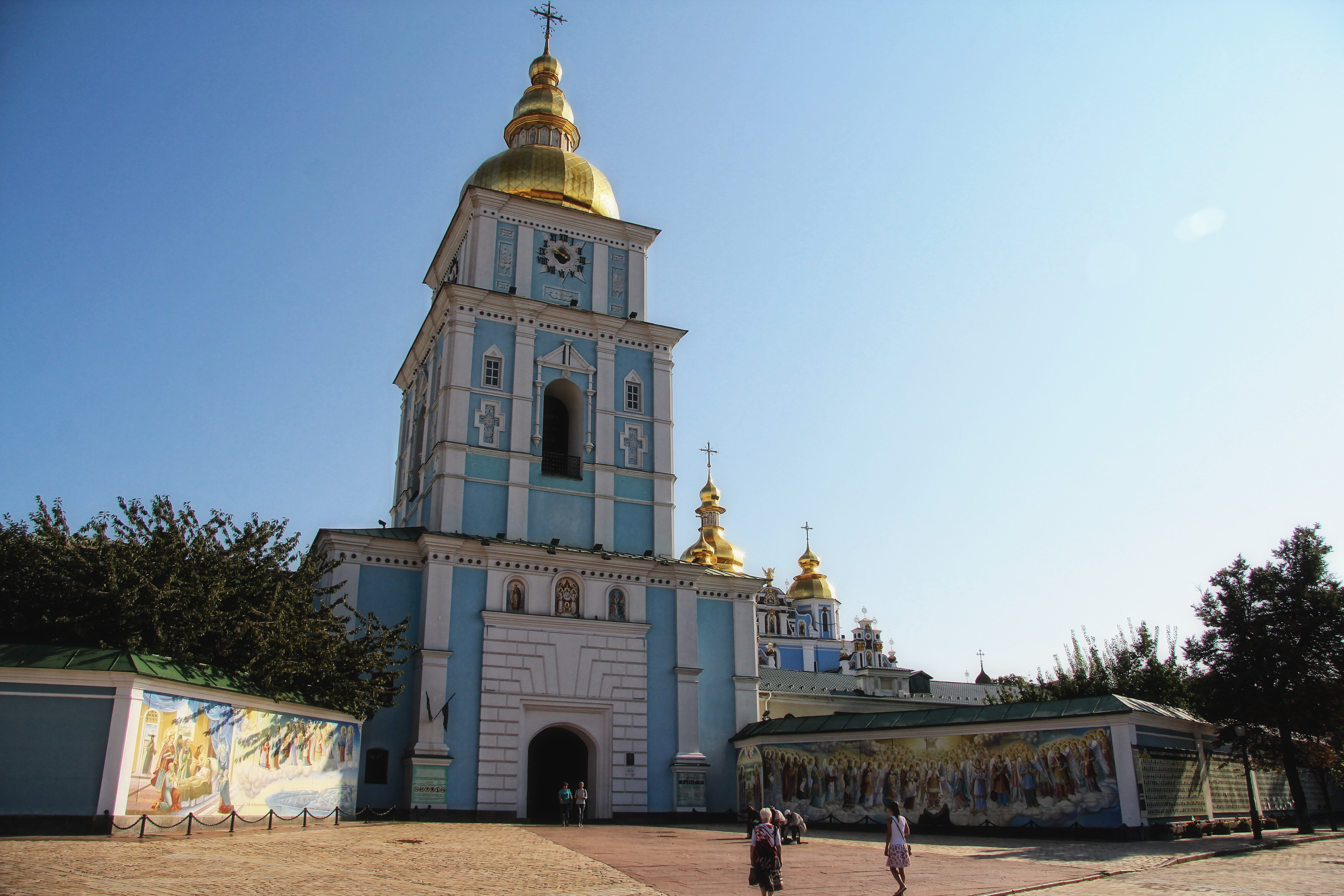
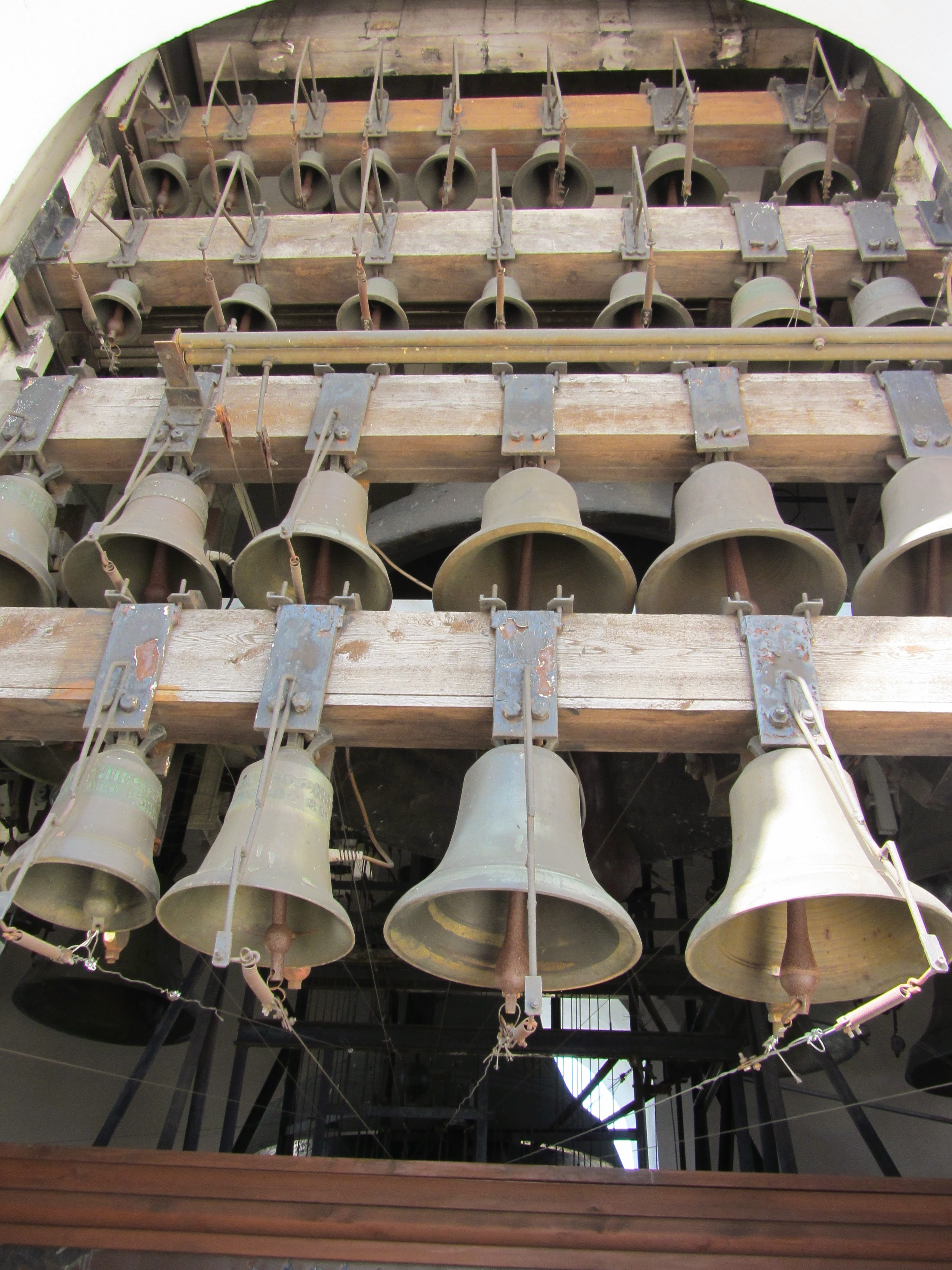
Дзвони на дзвіниці
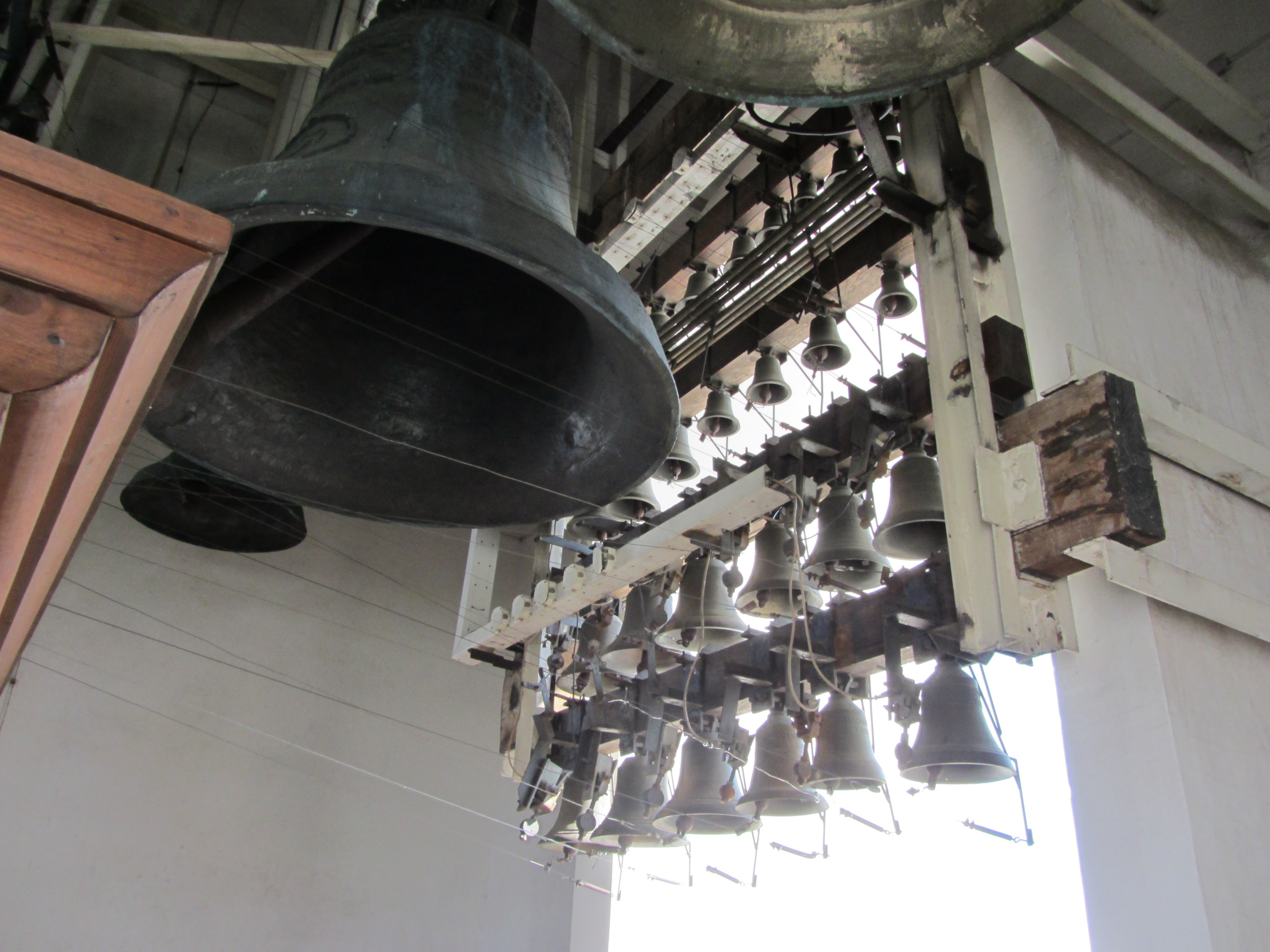
Дзвони на дзвіниці